# Resolució 76 del Consell de Seguretat de les Nacions Unides
La Resolució 76 del Consell de Seguretat de les Nacions Unides, aprovada el 5 d'octubre de 1949, després de rebre un cablegrama de la Comissió Consular a Batavia al president del Consell de Seguretat demanant que les Nacions Unides assumissin costos futurs d'observadors militars a Indonèsia, el Consell va transmetre el missatge a el secretari general de les Nacions Unides.
La resolució va ser adoptada per nou vots contra un (RSS d'Ucraïna i l'abstenció de la Unió Soviètica.